# Phare de Mackinac Point
Le phare de Old Mackinac Point (en anglais : Old Mackinac Point Light), est un phare inactif du lac Michigan, dans le détroit de Mackinac marquant la jonction avec le lac Huron dans le Comté d'Emmet, Michigan.
Ce phare est inscrit au Registre national des lieux historiques depuis le 1er octobre 1969 sous le no 69000068.

## Historique
Même avant l'avènement des explorateurs européens, le détroit de Mackinac constituait un danger important pour la navigation. Par conséquent, avant l'apparition des phares, les Ojibwés ont allumé des feux sur le rivage. Au début du 19e siècle, avec l'augmentation du trafic de gros navires du lac Huron dans le détroit, la première étape de la protection du détroit a été franchie en 1829, par la construction du phare de Bois Blanc pour guider les marins et pour les avertir des hauts-fonds qui entourent l'île.
Trois ans plus tard, en 1832, le Congrès a donné suite à la recommandation de Stephen Pleasonton (en) qu'un bateau-phare soit placé sur le haut-fond devant l'île Waugoshance comme la première tentative de marquer l'entrée ouest du détroit. En 1838, le lieutenant James T. Homans a signalé que le bateau-phare était totalement inadéquat. Il a recommandé une meilleure solution pour Waugoshance et aussi qu'une lumière soit construite sur la pointe à l'ouest du port de Mackinaw City. Rien n'est venu des recommandations des Homans. En 1854, la nouvelle administration des phares décida (contre la recommandation des résidents locaux) la construction du phare de McGulpin Point, à environ 4,8 km à l'ouest d'Old Point Mackinaw.

### Construction du phare
En 1889, l'United States Lighthouse Board s'est rendu compte que Mackinaw Point était un meilleur endroit. Leur premier désir était d'y placer un signal de brouillard, mais en demandant du financement au Congrès, ils ont aussi demandé du financement pour un phare de première classe. Le Congrès a choisi d'accepter leur recommandation, mais n'a voté que le financement d'un signal de brouillard à vapeur. Le signal de brume a été construit en 1890. Le signal s'est avéré exceptionnellement nécessaire pour la navigation dans les détroits souvent obstrués par les brouillards.
En mars de 1891, le Congrès a finalement autorisé le financement pour une station légère et le conseil a agi rapidement. La station de signalisation a été mise en service en 1892 et a été équipée d'une lentille de Fresnel du quatrième ordre. Sa lumière était visible sur 14 milles marins (environ 26 kilomètres), ce qui le rendait indispensables pour les car-ferries locaux.

### Désactivation et conservation
L'achèvement du pont Mackinac en 1957 a éliminé le besoin de lumière. Étant donné que le pont Mackinac est éclairé la nuit, le pont est devenu une bien meilleure aide à la navigation que la lumière.
En 1960, la propriété du phare a été achetée par la Mackinac Island State Park Commission (en), en l'intégrant au parc d'État du Fort Michilimakinac (fort Michilimackinac State Park (en)) environnant.
La station a été ouverte au public en 2004. La lentille Fresnel originale de la lumière y est exposée.
À partir de 2018, d'importants travaux de restauration de la maçonnerie extérieure et intérieure ont été entrepris par la National Restoration Inc.

### Statut actuel
Adjacent au pont Mackinac, le parc offre une bonne vue sur le pont et la circulation des bateaux. L'entrée se fait par le Fog Signal Building de 1907, qui abrite le magasin du musée. La tour est ouverte au public.
Identifiant : ARLHS : USA-463.

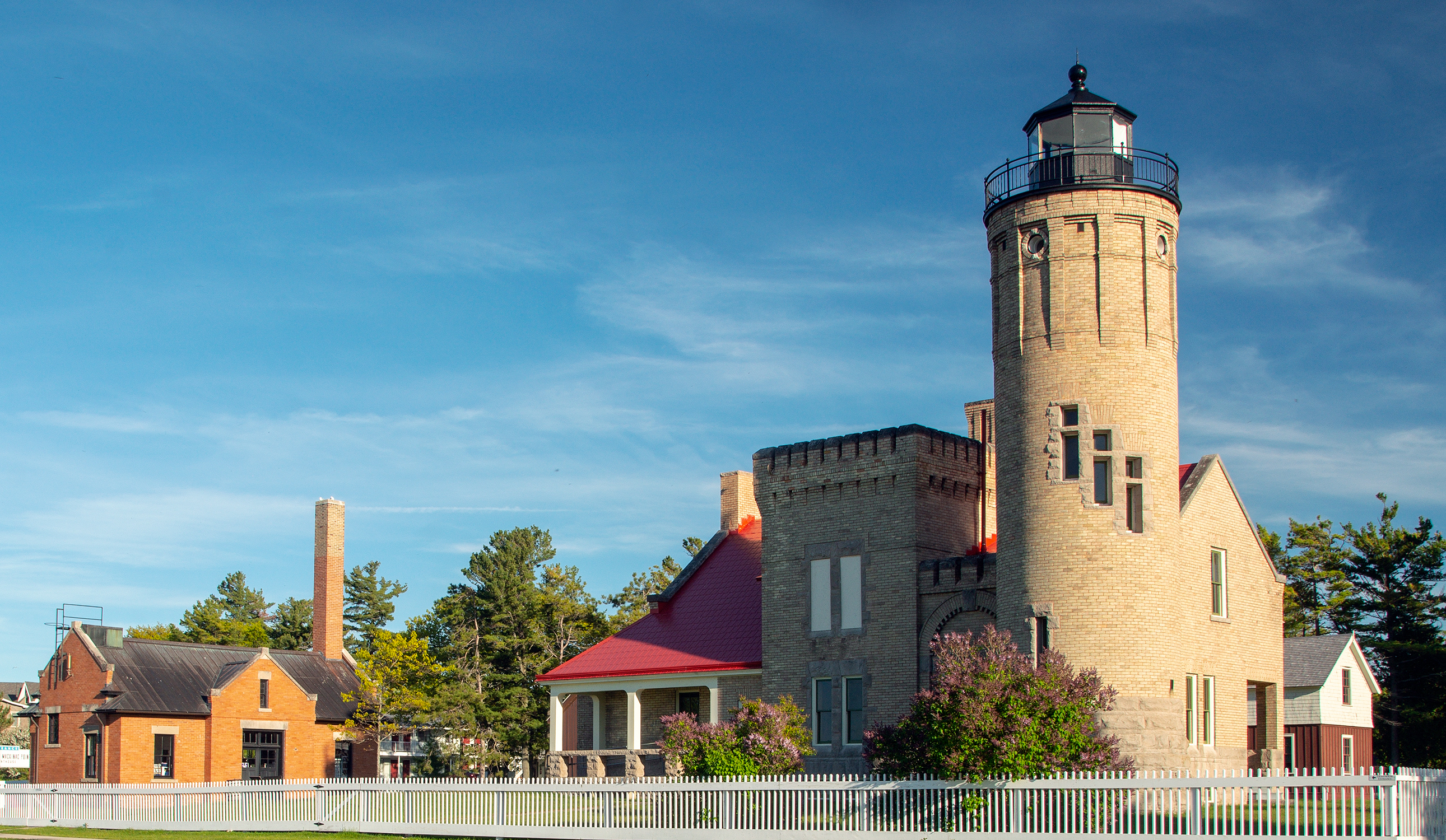
La station de Old Mackinac Point
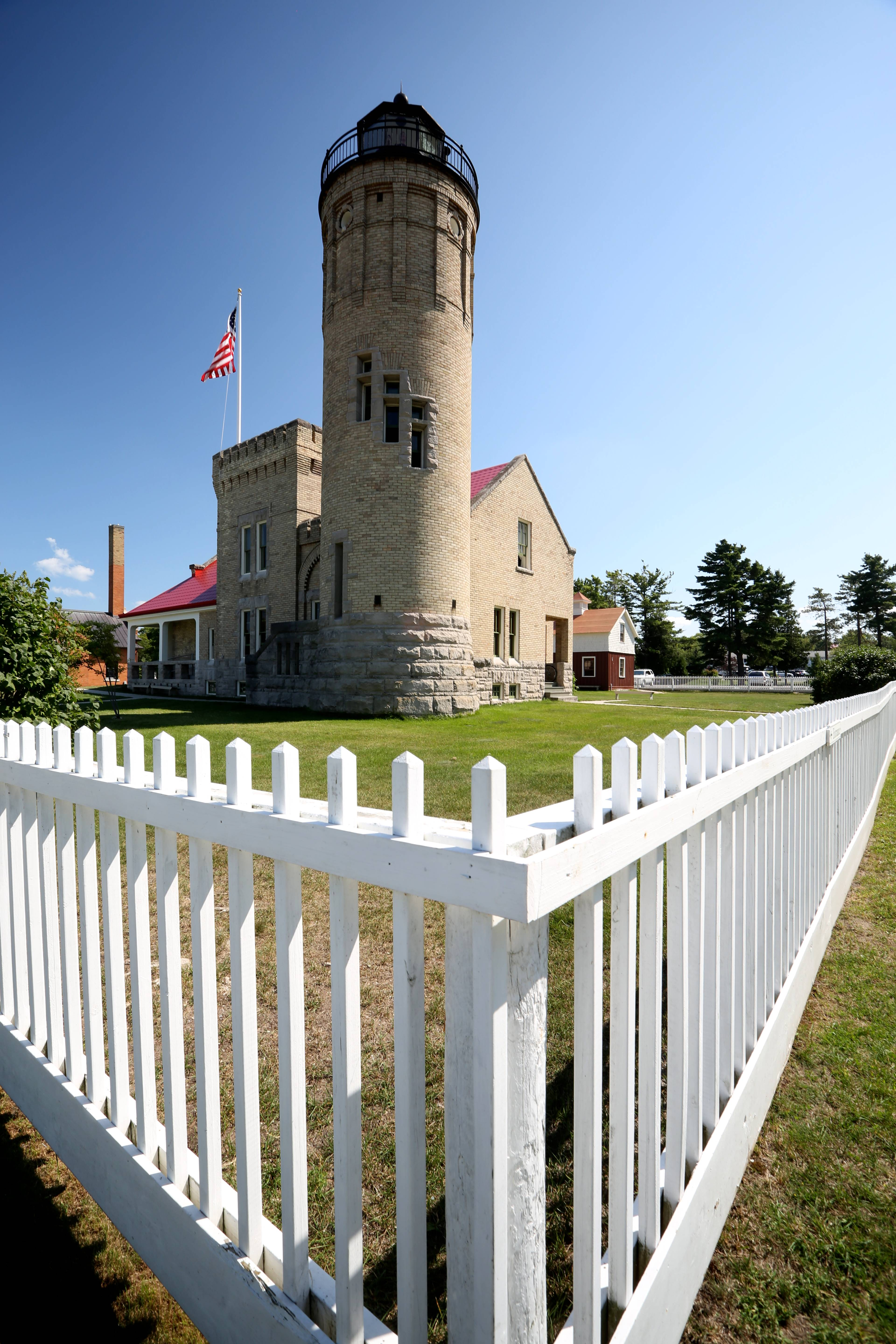
Le phare

### Lien connexe
- Liste des phares au Michigan